# Xã Monclova, Quận Lucas, Ohio
Xã Monclova (tiếng Anh: Monclova Township) là một xã thuộc quận Lucas, tiểu bang Ohio, Hoa Kỳ. Năm 2010, dân số của xã này là 12.400 người.